# Rudolf Wendt
Rudolf Wendt (* 18. August 1945 in Wunstorf) ist ein deutscher Jurist. Von 1988 bis 2013 war er Professor an der Universität des Saarlandes.

## Leben
Nach der Promotion zum Dr. iur. in Köln 1974 und Habilitation ebenda 1982/1983 wurde er Professor in Trier 1983 und in Saarbrücken Professor für Staats- und Verwaltungsrecht, Wirtschafts-, Finanz- und Steuerrecht 1988. Er baute in Saarbrücken die Schwerpunktausbildung zum Steuerrecht auf. Neben seiner wissenschaftlichen Tätigkeit vertrat er das Saarland vor dem Bundesverfassungsgericht zum Länderfinanzausgleich und war Vizepräsident des Verfassungsgerichtshofes des Saarlandes.
Wendt forschte zu den grundrechtlichen Themen Meinungs- und Eigentumsfreiheit und den Gleichheitsrechten. Er befasste sich mit dem Länderfinanzausgleich und im Steuer- und Abgabenrechtrecht vor allem mit verfassungsrechtlichen Grundsatzfragen.

## Schriften (Auswahl)
- mit Karl Heinrich Friauf: Eigentum am Unternehmen. Legitimation und Funktion des privaten Produktiveigentums in Rechtsprechung und Rechtslehre. Köln 1977, ISBN 3-7616-0403-3.
- mit Karl Heinrich Friauf: Rechtsfragen der Kreisumlage. Köln 1980, ISBN 3-555-00428-X.
- Eigentum und Gesetzgebung. Hamburg 1985, ISBN 3-87300-167-5.
- Umsatzsteuerverteilung zwischen Bund und Ländern. Anwendung des Deckungsquotenverfahrens und die Frage getrennter Regelkreise beim Familienleistungsausgleich. Heidelberg 2002, ISBN 3-8114-1810-6.